# Lotto Dstny Ladies/2023

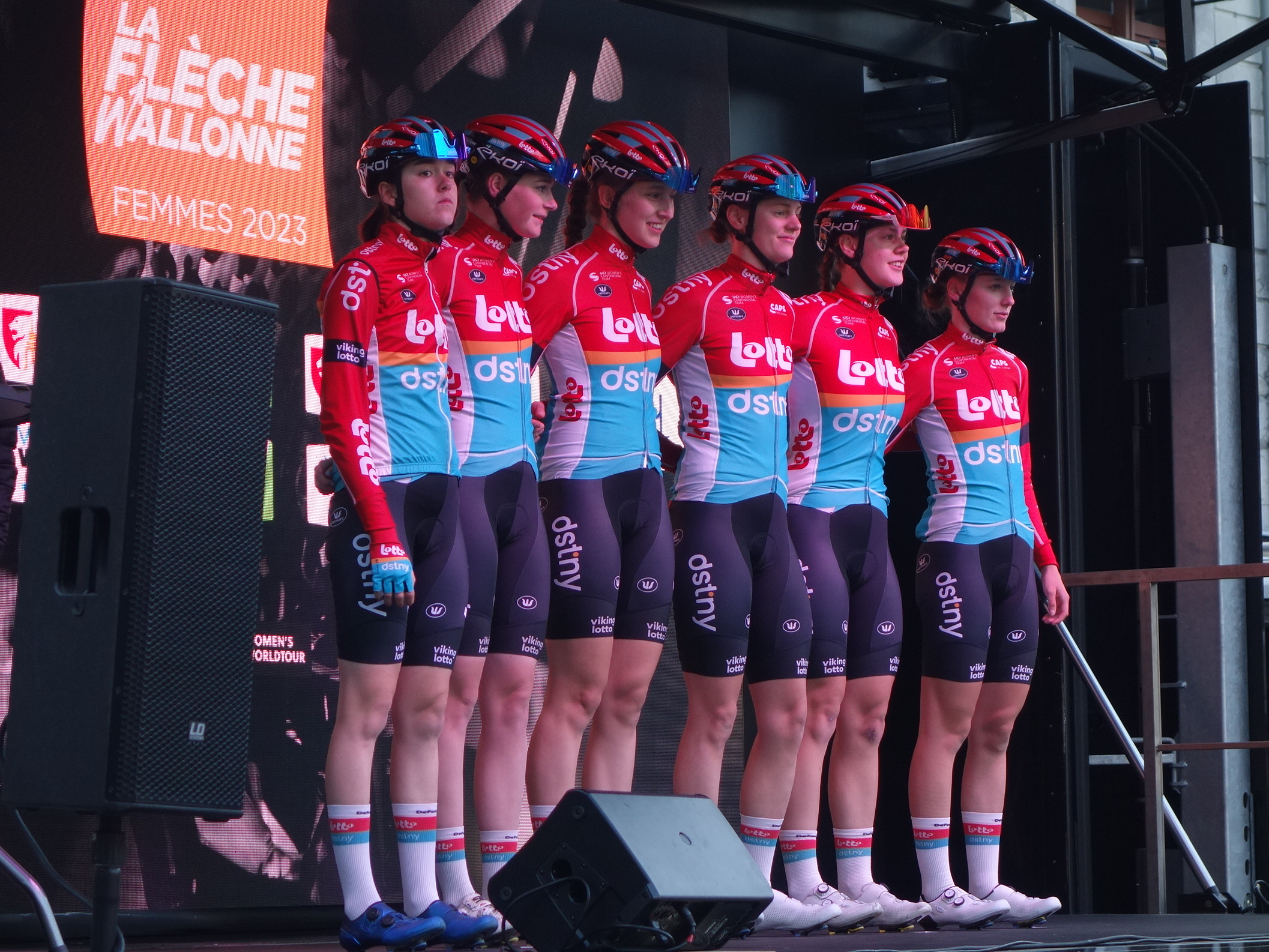
Het team in de Waalse Pijl 2023.

Deze pagina geeft een overzicht van de vrouwenwielerploeg Lotto Dstny Ladies in 2023.

## Algemeen
Algemeen manager: Kurt Van de Wouwer
Ploegleiders: Grace Verbeke, Dirk Onghena
Fietsmerk: Ridley

## Renners
| Naam                 | Geboortedatum | Nationaliteit | Ploeg 2022                 |
| -------------------- | ------------- | ------------- | -------------------------- |
| Wilma Aintila        | 12-04-2004    | Finland       | Team Rytger Development    |
| Fauve Bastiaenssen   | 22-10-1997    | België        | Neo                        |
| Kristýna Burlová     | 25-03-2002    | Tsjechië      |                            |
| Katrijn De Clercq    | 05-02-2002    | België        |                            |
| Mieke Docx           | 08-06-1996    | België        |                            |
| Mette Egtoft Jensen  | 15-02-2001    | Denemarken    | Watersley CT               |
| Mijntje Geurts       | 25-10-2003    | Nederland     |                            |
| Esmée Gielkens       | 12-09-2001    | België        |                            |
| Quinty van de Guchte | 09-09-1999    | Nederland     | Keukens Redant             |
| Julie Hendrickx      | 08-08-2003    | België        | Bingoal Casino-Chevalmeire |
| Julie Nicolaes       | 01-01-2004    | België        | Neo                        |
| Ines Van de Paar     | 03-03-2003    | België        |                            |
| Julie Sap            | 10-06-1992    | België        | Keukens Redant             |
| Marla Sigmund        | 23-06-2003    | Duitsland     |                            |
| Sterre Vervloet      | 26-11-2003    | België        |                            |

### Vertrokken
| Naam               | Geboortedatum | Nationaliteit       | Ploeg 2023              |
| ------------------ | ------------- | ------------------- | ----------------------- |
| Eefje Brandt       | 22-05-2002    | België              | DD Group-Isorex-No Aqua |
| Josie Knight       | 29-03-1997    | Verenigd Koninkrijk | ?                       |
| Abby-Mae Parkinson | 30-07-1997    | Verenigd Koninkrijk | einde carrière          |
| Elise Vander Sande | 01-12-1997    | België              | ?                       |
| Kylie Waterreus    | 22-03-1998    | Nederland           | einde carrière          |

## Overwinningen
| Watersley Ladies Challenge 1e etappe: Katrijn De Clercq |

2006 · 2007 · 2008 · 2009 · 2010 · 2011 · 2012 · 2013 · 2014 · 2015 · 2016 · 2017 · 2018 · 2019 · 2020 · 2021 · 2022 · 2023 · 2024